# Ilztal
Ilztal est une commune autrichienne du district de Weiz en Styrie.